# Zentrygon
Zentrygon – rodzaj ptaków z podrodziny gołębi (Columbinae) w rodzinie gołębiowatych (Columbidae).

## Zasięg występowania
Rodzaj obejmuje gatunki występujące w Ameryce.

## Morfologia
Długość ciała 24–36 cm; masa ciała 220–339 g (samce są z reguły nieco większe i cięższe od samic).

## Systematyka

### Etymologia
Rodzaj Zenaida Bonaparte, 1838, gołębiak; rodzaj Geotrygon Gosse, 1847, błyskotek.

### Podział systematyczny
Takson wyodrębniony w 2013 roku z Geotrygon. Do rodzaju należą następujące gatunki:
- Zentrygon carrikeri (Wetmore, 1941) – cuglogołębik kraterowy
- Zentrygon costaricensis (Lawrence, 1868) – cuglogołębik zielonoszyi
- Zentrygon lawrencii (Salvin, 1874) – cuglogołębik purpurowy
- Zentrygon albifacies (P.L. Sclater, 1858) – cuglogołębik białolicy
- Zentrygon frenata (von Tschudi, 1843) – cuglogołębik białogardły
- Zentrygon linearis (Prévost, 1843) – cuglogołębik łuskoszyi
- Zentrygon chiriquensis (P.L. Sclater, 1856) – cuglogołębik brunatny
- Zentrygon goldmani (Nelson, 1912) – cuglogołębik rdzawogłowy